# ジュラシック5
ジュラシック5 (Jurassic 5) はアメリカ合衆国、ロサンゼルスで結成された6人組のヒップホップグループ。構成は2DJ・4MC。

## 特徴
ザキールやアキル、チャリ・ツナらムスリムのメンバーを擁し、リリックにもイスラム信仰に関する言及が頻出する。さらに反ジョージ・ウォーカー・ブッシュと反イラク戦争の主張でも知られ、信仰の自由や政治思想をテーマとした社会派のスタンスをとる。とくに反ブッシュについては、Ducky Boy やライブ中のMCのほか、Work it out のPVなどで先鋭的な発信を行なった。
多分にコマーシャル化し、商業的な肥大が進行し出した当時のヒップホップ界とは完全に一線を画す存在としてアングラからの支持も厚く、カンパニフロー、ブラックスター、クールキースなどと共に、1990年代ヒップホップにおいて、1つの大きな潮流となったオルタナティヴ・ヒップホップの代表格として確固たる地位を築いた。

## 経歴

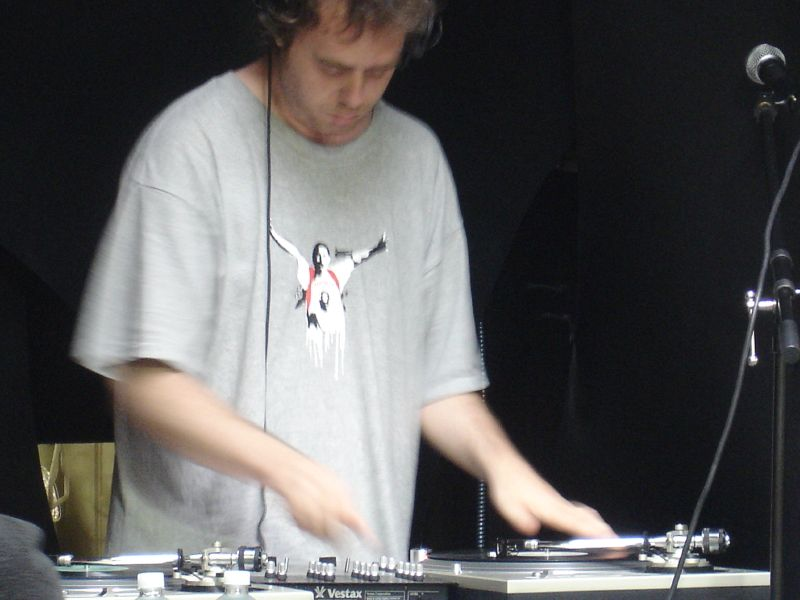
カット・ケミスト

1995年TVTレコードから、シングル曲「ユニファイド・リベリューション」でデビュー。
1997年11月に、コンパクト盤「ジュラシック5 EP」を発売。翌年の12月、このEPにいくつかのトラックが追加され、デビュー作『ジュラシック5 LP』が発売された。彼らはオールドスクール・ヒップホップ的な要素、特に1980年代後半にヒップホップが持つ社会性を重要視した人々が寄り集まり結成したネイティブタンポッセ（デラソウル、ジャングルブラザーズ、ア・トライブ・コールド・クエストなど）から大きな影響を受けている。そのことは、1stアルバムからのヒット曲「コンクリート・スクールヤード」の中に、「街中で歌ったあの頃を、本物の連中が届けたあの音を、今みんなで取り戻そう」という内容の歌詞があることでも明らかである。またこの曲は、ビルボードのシングルチャートで35位まで上り詰め世間を驚かした。
他にも、プレジャーウェブの「ミュージックマン パート2」をサンプリングし、フルートのトラックが印象的な「Jayou」がヒットを収めた。
1999年にはインタースコープ・レコード社と契約し、2枚目のアルバム『クオリティ・コントロール』でメジャーデビューを果たすと共に、「ジュラシック5 LP」を再発売した。
3枚目のアルバム「パワー・イン・ナンバーズ」発表に前後しては、2003年の、ロラパルーザ・フェスティバルに参加しアメリカ中を飛び回った他、翌年にはサマーソニックで来日するなどロック・フェスティバルへの出演も盛んに行い、ロック・リスナーからの評判も高まった。
その後、ソロでの活動に集中するためカット・ケミストが脱退。他のメンバーも徐々にソロ・ワークへの比重を高めることとなり、4枚目のアルバム「フィードバック」のツアー終了後をもって、2007年にグループの活動停止がアナウンスされた。

## メンバー
DJ

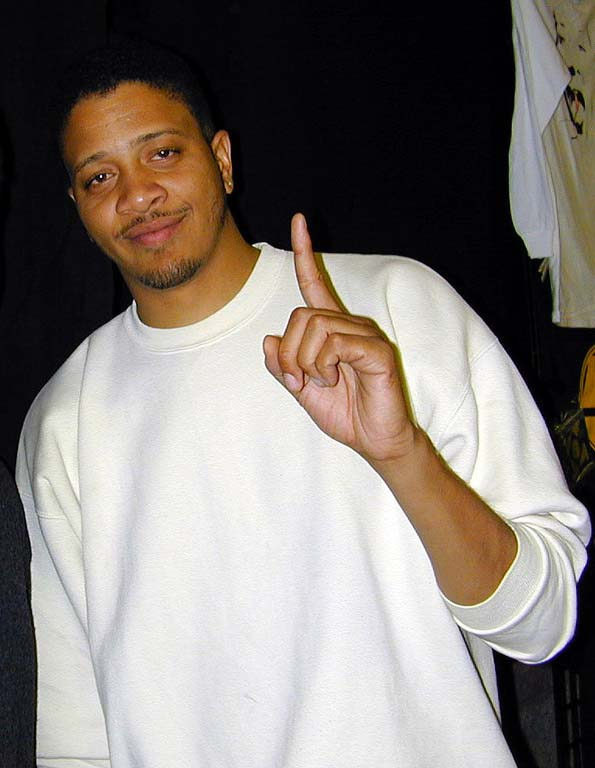
チャリ・ツナ

- カット・ケミスト（Cut Chemist）
- ヌ・マーク（Nu-Mark）

MC
- ザキール（Zaakir）
- チャリ・ツナ（Chali 2na）
- アキル（Akil）
- マーク・セヴン（Mark 7even）

## ディスコグラフィ
- Quality Control（2000年）
- Power In Numbers（2002年）
- Feedback（2006年）